# ADH7
ADH7 (англ. Alcohol dehydrogenase 7 (class IV), mu or sigma polypeptide) – білок, який кодується однойменним геном, розташованим у людей на короткому плечі 4-ї хромосоми.  Довжина поліпептидного ланцюга білка становить 386 амінокислот, а молекулярна маса — 41 481.
| 10         |  | 20         |  | 30         |  | 40         |  | 50         |
| ---------- |  | ---------- |  | ---------- |  | ---------- |  | ---------- |
| MFAEIQIQDK |  | DRMGTAGKVI |  | KCKAAVLWEQ |  | KQPFSIEEIE |  | VAPPKTKEVR |
| IKILATGICR |  | TDDHVIKGTM |  | VSKFPVIVGH |  | EATGIVESIG |  | EGVTTVKPGD |
| KVIPLFLPQC |  | RECNACRNPD |  | GNLCIRSDIT |  | GRGVLADGTT |  | RFTCKGKPVH |
| HFMNTSTFTE |  | YTVVDESSVA |  | KIDDAAPPEK |  | VCLIGCGFST |  | GYGAAVKTGK |
| VKPGSTCVVF |  | GLGGVGLSVI |  | MGCKSAGASR |  | IIGIDLNKDK |  | FEKAMAVGAT |
| ECISPKDSTK |  | PISEVLSEMT |  | GNNVGYTFEV |  | IGHLETMIDA |  | LASCHMNYGT |
| SVVVGVPPSA |  | KMLTYDPMLL |  | FTGRTWKGCV |  | FGGLKSRDDV |  | PKLVTEFLAK |
| KFDLDQLITH |  | VLPFKKISEG |  | FELLNSGQSI |  | RTVLTF     |  |            |

A: Аланін

C: Цистеїн

D: Аспарагінова кислота

E: Глутамінова кислота

F: Фенілаланін

G: Гліцин

H: Гістидин

I: Ізолейцин

K: Лізин

L: Лейцин

M: Метіонін

N: Аспарагін

P: Пролін

Q: Глутамін

R: Аргінін

S: Серин

T: Треонін

V: Валін

W: Триптофан

Кодований геном білок за функцією належить до оксидоредуктаз. 
Задіяний у таких біологічних процесах як поліморфізм, альтернативний сплайсинг. 
Білок має сайт для зв'язування з НАД, іонами металів, іоном цинку. 
Локалізований у цитоплазмі.